# エレアサル・ロペス・コントレーラス
エレアサル・ロペス・コントレーラス（スペイン語: Eleazar López Contreras、1883年5月5日 - 1973年1月2日）は、ベネズエラの大統領。

## 生誕
Queniquea、タチラ州（Táchira）で誕生した。

## 大統領

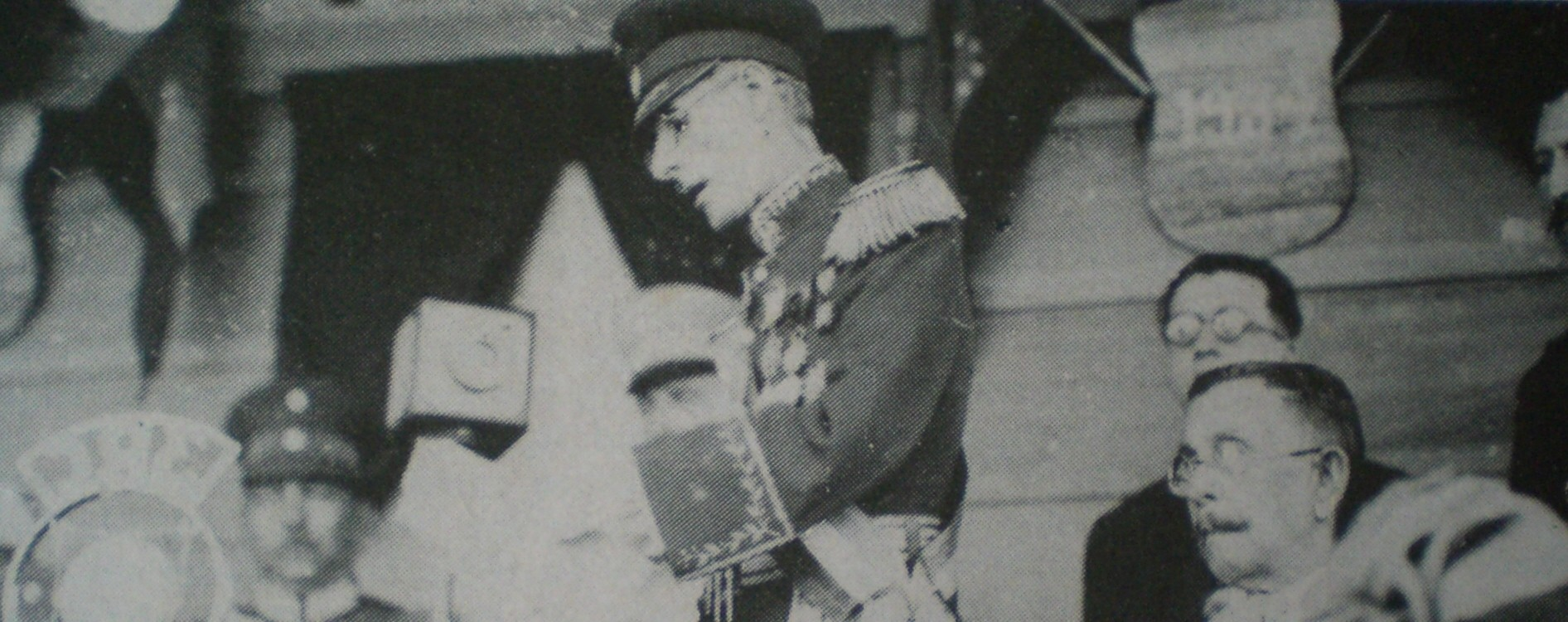
オタワで演説する軍服姿のコントレーラス

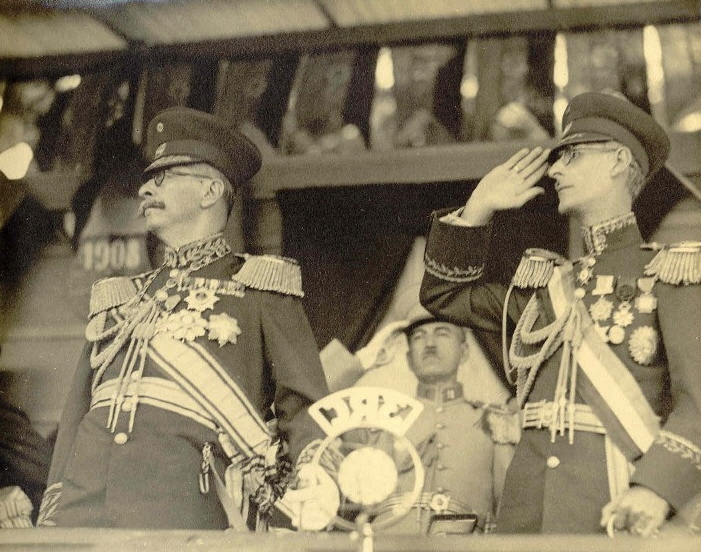
フアン・ビセンテ・ゴメス前大統領とエレアサル・ロペス・コントレーラス

第43代の大統領であり、就任期間は1935年12月17日～1941年5月5日である。

### 就任

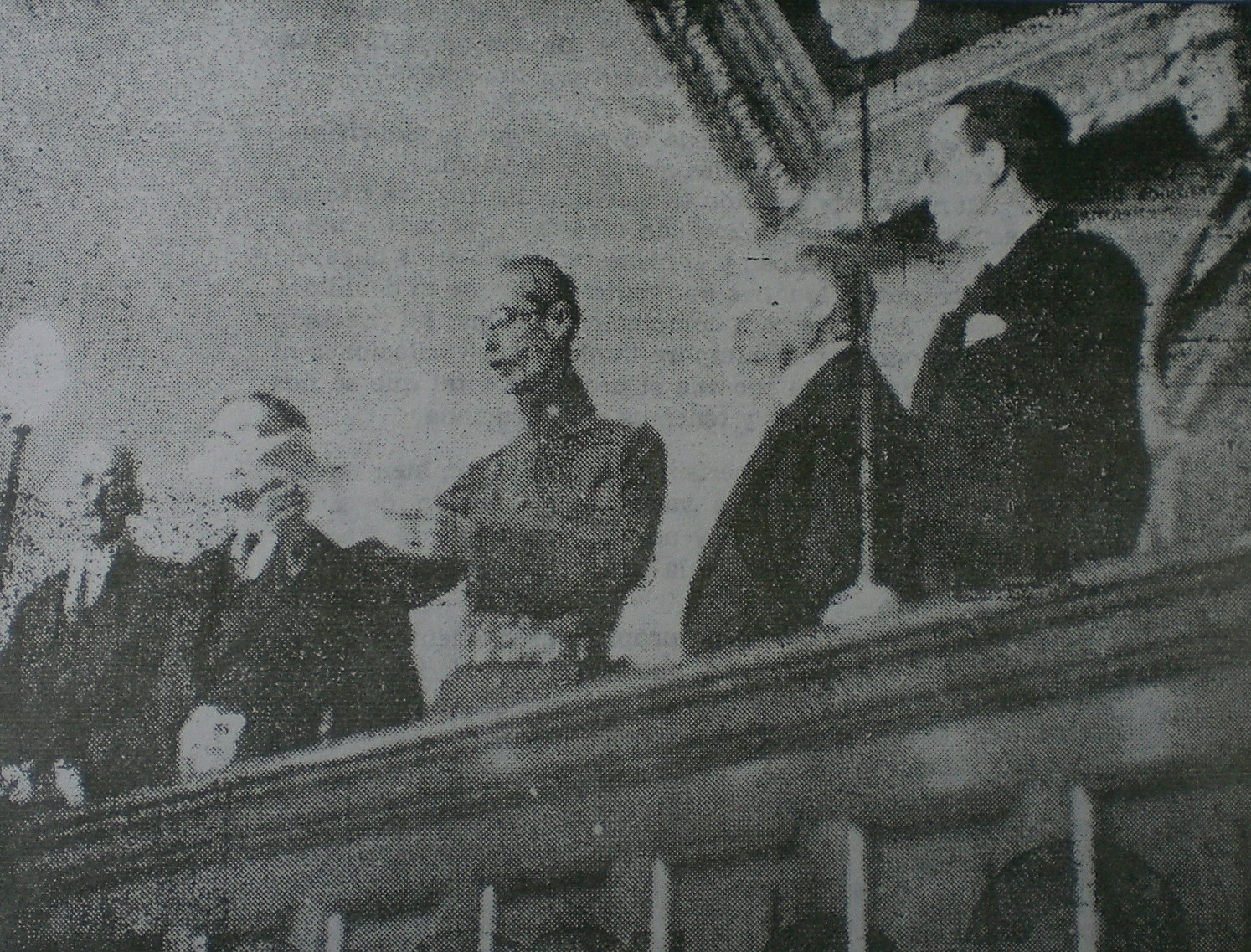
1936年の会見

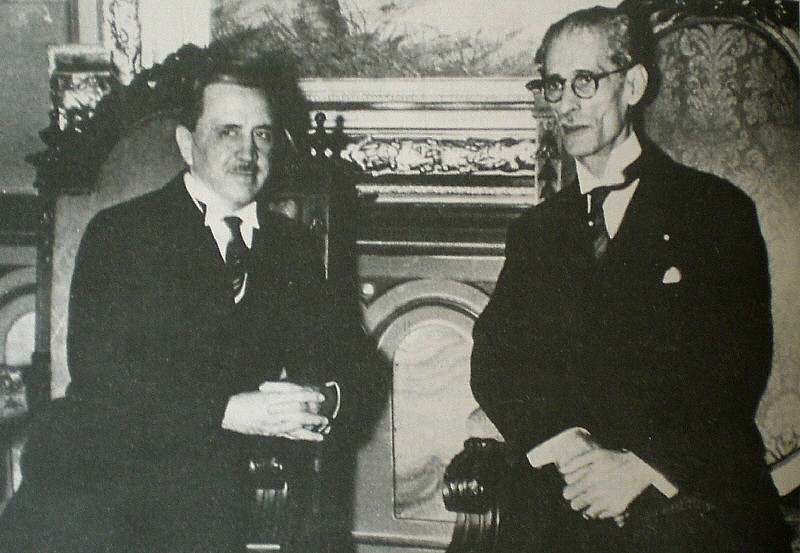
米国大使との会談。（ミラフローレス宮殿）

前大統領フアン・ビセンテ・ゴメス死後、ゴメス派に対する暴動が発生。コントレーラス将軍は、翌年の1936年にこの混乱を収束させた。こうしてゴメス派だったコントレーラス将軍が実権を握り、軍事政権を継続させたのである。

### 任期中
任期中に、中央銀行と「第四の国軍」が創設された。

#### ベネズエラ中央銀行の設立
1939年9月8日、大規模な通貨変動を防ぐため、マネーサプライと信用を規制するベネズエラ中央銀行の設立を承認する法律を制定した。

#### 国家警備隊の編成
1937年8月4日、大統領を最高司令官とする第四の国軍として、国家警備隊（es:Guardia Nacional de Venezuela）が編成された。国内秩序を維持するため、犯罪捜査や街頭警備が主な任務となる。国家警備隊については、陸海空とともに、ベネズエラ憲法第329条に定められている。

### 退任
1941年にイサイアス・メディーナ・アンガリータ（es:Isaías Medina Angarita）将軍が大統領に就任し、軍事政権を継続させた。

## 晩年
1973年1月2日にカラカスで没した。享年89歳。